# Dworek w Przysiekach
Dworek w Przysiekach – dwór w typie architektury uzdrowiskowej, wybudowany przez Klominków około 1893, wraz z parkiem, znajdujący się w miejscowości Przysieki. Od 2000 wykorzystywany jako restauracja.

## Historia
W pierwszej połowie XIX w. Czech Jan Klominek zakupił u spadkobierców Antoniego Stadnickiego około 100 ha ziemi na terenie sąsiadujących ze sobą miejscowości Trzcinica i Przysieki. W 1845 w Trzcinicy uruchomił największy w regionie browar parowy. Z czasem prowadził go z dwoma synami Ottokarem i Władysławem. Ottokar w latach 90. XIX w. wycofał się z pracy w browarze i zajął się interesami naftowymi. Około 1893 wybudował własny dom zwany dworkiem. Wybór lokalizacji i charakter budynku miał pomóc w leczeniu chorej na gruźlicę jego żony Marii (z d. Loefler). Dworek wzniesiono na wzgórzu na zachód od browaru na terenie wsi Przysieki. Budynek ze specjalnie wysokimi pomieszczeniami, otoczony ogrodem i parkiem ze specyficznym mikroklimatem stwarzał prawie sanatoryjne warunki lecznicze. W 1907 Maria Klominek zmarła w wieku 34 lat. Ottokar z czwórką dzieci przeniósł się do Krakowa.
Dworek kupiła rodzina Kusiów. Potem Kusiowie wyjechali do Ameryki i sprzedali posiadłość. Kolejnym właścicielem dworku został Jan Rączkowski, naftowiec, współodkrywca złóż ropy naftowej w Borysławiu, a następnie jego spadkobiercy. W latach 70. XX w. w dworku mieszkała wnuczka Rączkowskich Krystyna z mężem Michałem Matyasem, znanym piłkarzem i trenerem, selekcjonerem reprezentacji Polski w latach 1952, 1954 oraz 1966–1967. W 2000 ich syn Andrzej Matyas sprzedał dworek wraz z parkiem i ogrodem Stanisławowi Musiałowi. Nowy właściciel urządził w nim restaurację.

## Architektura
Dworek w Przysiekach to murowana budowla parterowa, podpiwniczona, nakryta dwuspadowym dachem, z charakterystycznymi drewnianymi przeszklonymi werandami po obu stronach urozmaiconymi snycerską dekoracją. Imponuje zwłaszcza weranda ogrodowa niemal na całej szerokości elewacji południowej. Zwraca uwagę szlachetna architektoniczna dekoracja budynku: okienne obramowania z parapetami i trójkątnymi naczółkami w zwieńczeniach, biforyjne okienka w ścianach szczytowych oraz kontrastujące z gładką ścianą narożne boniowania.
Wewnątrz główna sala zajmuje całą szerokość traktu ogrodowego i podzielona jest na trzy części parami arkad wspartych na kolumnach środkowych i przyściennych półkolumnach. Sala powstała z połączenia trzech pokoi. Pierwotnie w dworku było pięć pokoi, kuchnia, łazienka i ubikacja.

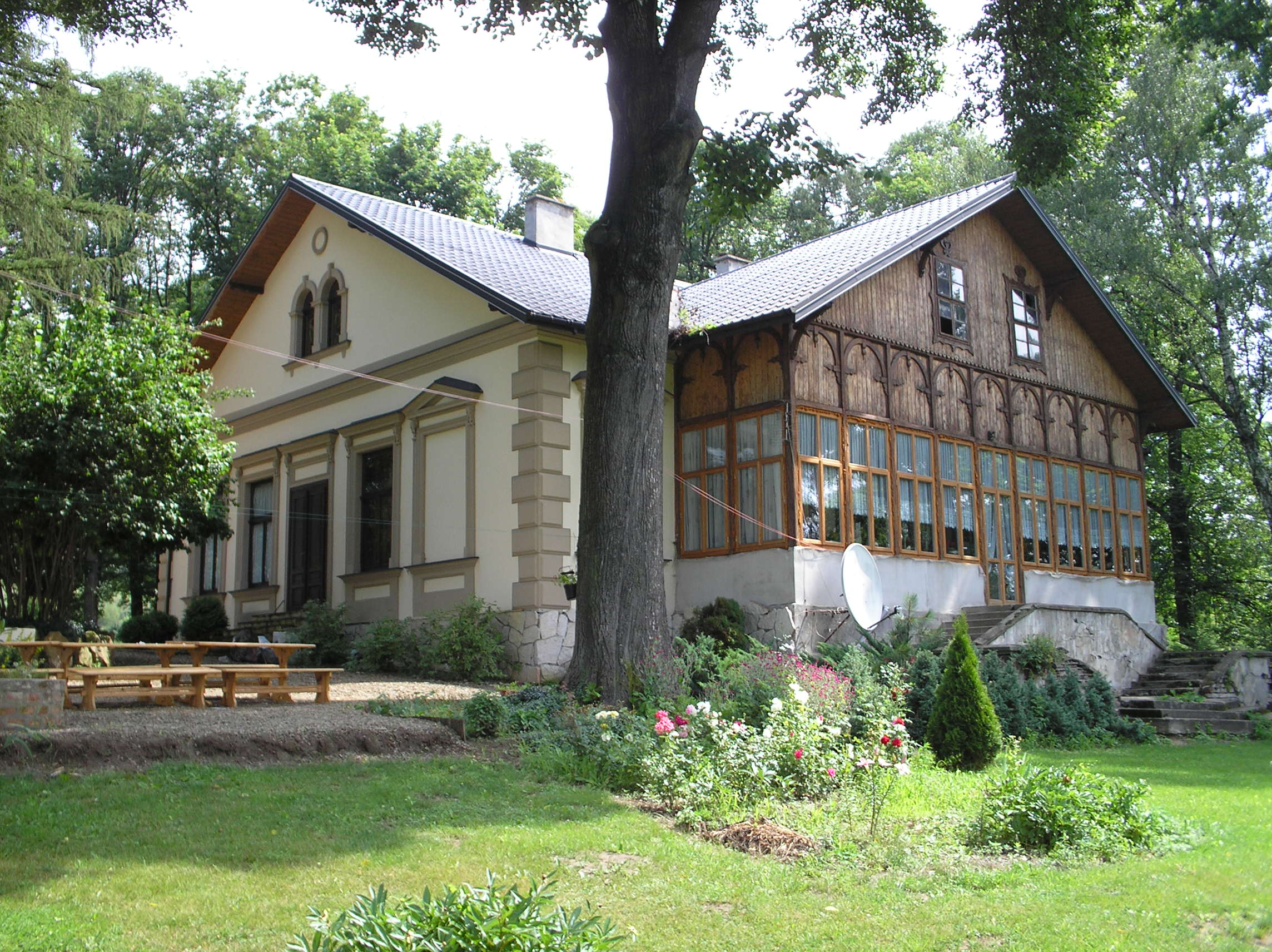
Elewacja południowa przed rozbudową (2007)
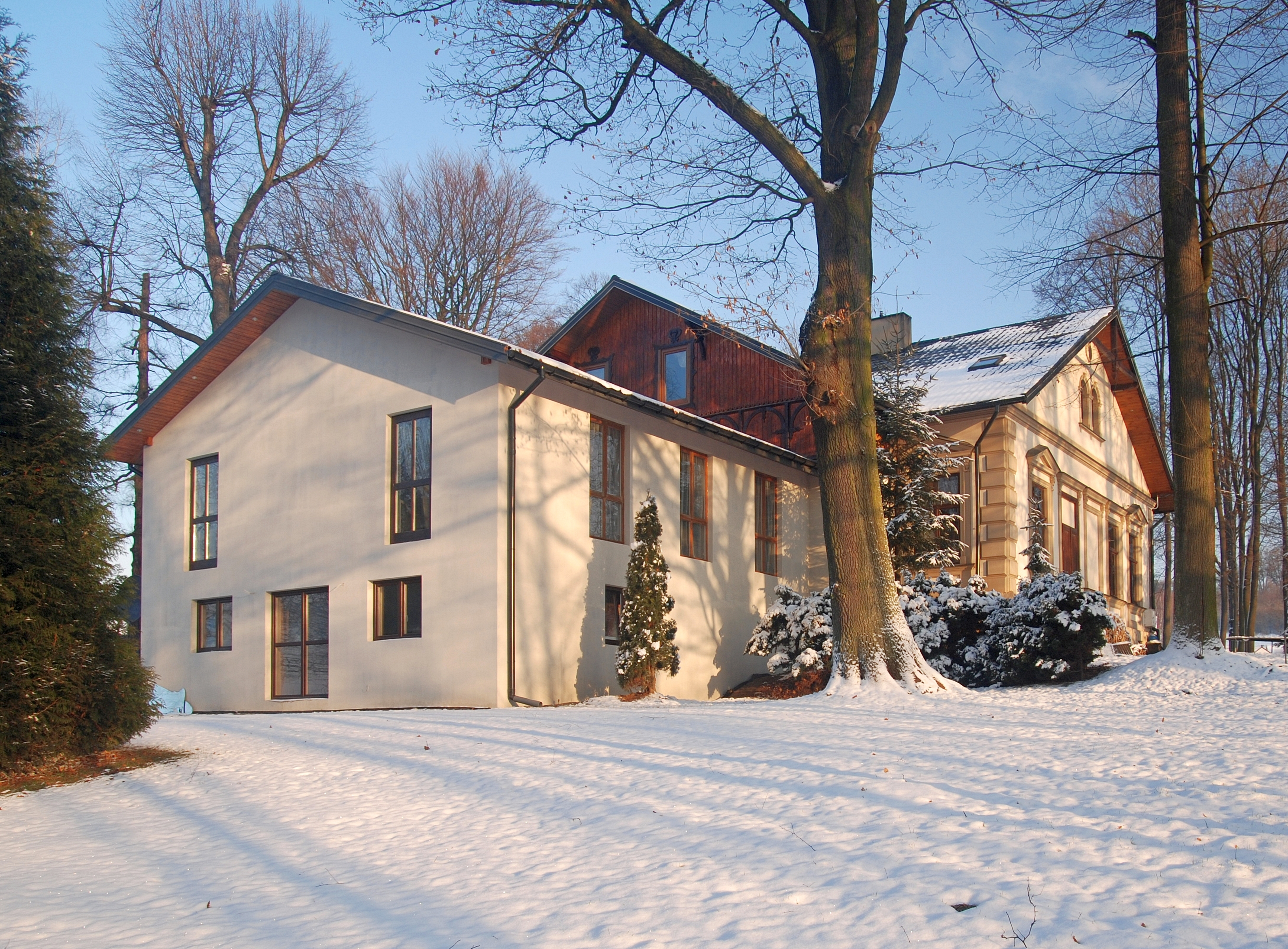
Elewacja południowa (2015)
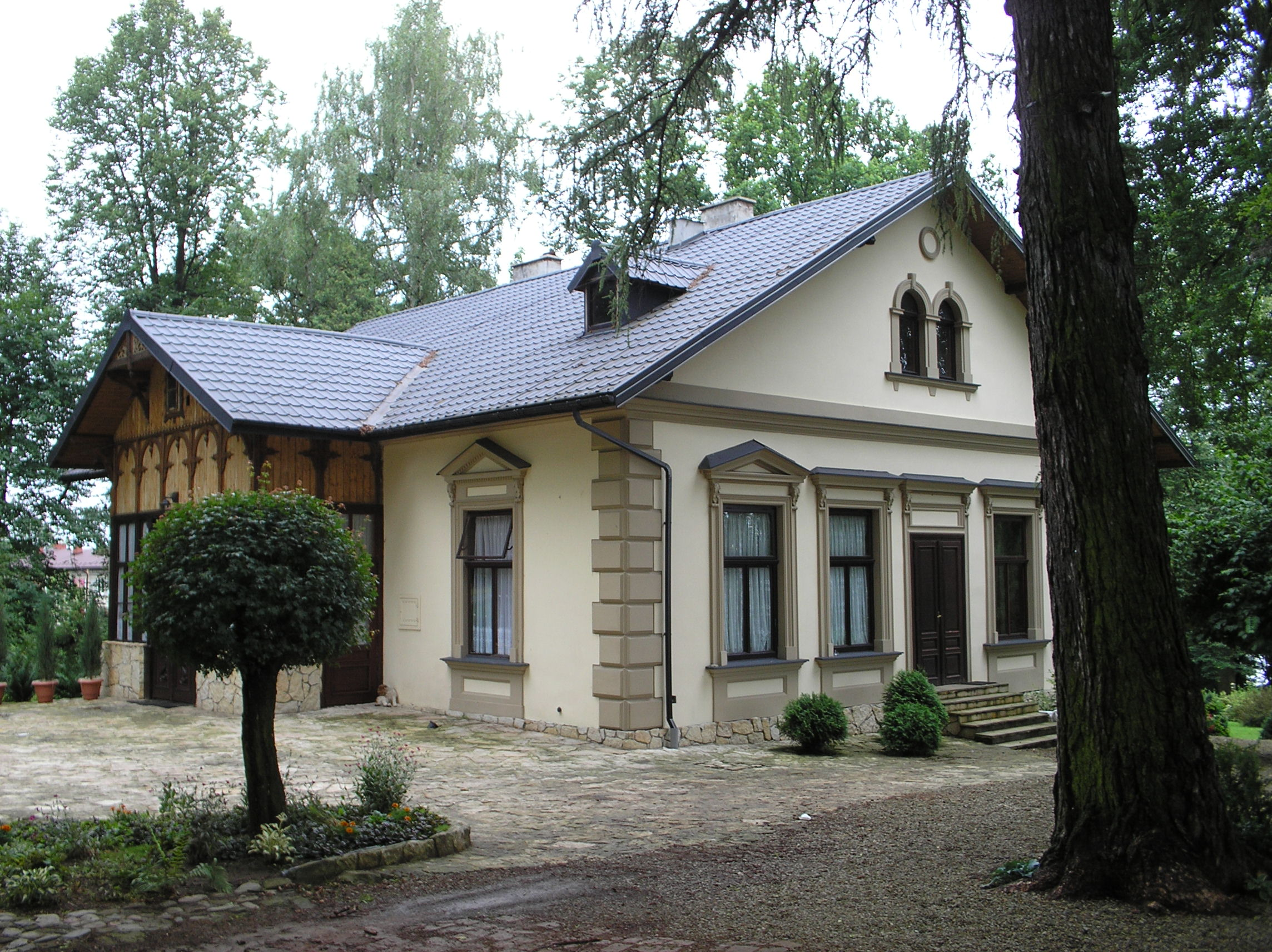
Elewacja zachodnia